# بلغاب (باغ ملك)
بلغاب (بالفارسية:روستای بلغاب)، هي إحدى القری التابعة لمنطقة المركزية في مقاطعة باغ ملك، في محافظة محافظة خوزستان الإيرانية.

## السكان
- حسب إحصاءات سنة 2006، بلغ إجمالي السكان في هذه القرية 79 نسمة موزعين على 22 مسكن.[2]

## وصلات خارجية
- محافظة خوزستان